# Klintebjerg
Klintebjerg is een plaats in de Deense regio Zuid-Denemarken, gemeente Nordfyn. De plaats telt ca 200 inwoners (2008).